# Batakte
Batakte is een bestuurslaag in het regentschap Kupang van de provincie Oost-Nusa Tenggara, Indonesië. Batakte telt 1468 inwoners (volkstelling 2010).